# Plympton, England
Plympton är en ort i Storbritannien. Den är belägen i grevskapet Devon och riksdelen England, i den södra delen av landet, 300 km väster om huvudstaden London. Plympton ligger 22 meter över havet och antalet invånare är 8 892. Närmaste större samhälle är Plymouth, 6 km väster om Plympton.